# Эскобедо (муниципалитет)
Эскобедо (исп. Escobedo) — муниципалитет в Мексике, штат Коауила, с административным центром в одноимённом городе. Численность населения, по данным переписи 2020 года, составила 3047 человек.

## Общие сведения
Название Escobedo дано в честь героя в борьбе за независимость Мексики — Марьяно Эскобедо.
Площадь муниципалитета равна 1025 км², что составляет 0,68 % от общей площади штата, а наивысшая точка — 590 метров, расположена в поселении Эмерико-Ривера.
Он граничит с другими муниципалитетами штата Коауила: на севере и востоке с Прогресо, на юге с Абасоло, и на западе с Сан-Буэнавентурой.

## Учреждение и состав
Муниципалитет был образован в 1905 году, в его состав входит 19 населённых пунктов, самые крупные из которых:
| Код INEGI                  | Населённый пункт                                                                   | Численность населения (2005 год) | Численность населения (2010 год) | Численность населения (2020 год) |
| -------------------------- | ---------------------------------------------------------------------------------- | -------------------------------- | -------------------------------- | -------------------------------- |
| 008                        | Всего                                                                              | 2778                             | 2901                             | 3047                             |
| 0009                       | Примеро-де-Майо (исп. Primero de Mayo) 27°14′11″ с. ш. 101°13′28″ з. д.            | 1507                             | 1613                             | 1766                             |
| 0001                       | Эскобедо (исп. Escobedo) 27°14′05″ с. ш. 101°24′45″ з. д. (административный центр) | 505                              | 533                              | 541                              |
| 0008                       | Обайос (исп. Obayos) 27°26′17″ с. ш. 101°21′51″ з. д.                              | 359                              | 362                              | 351                              |
| 0013                       | Агуа-де-ла-Эррадура (исп. Agua de la Herradura) 27°13′43″ с. ш. 101°08′58″ з. д.   | 186                              | 168                              | 180                              |
| 0004                       | Эрманас (исп. Estación Hermanas) 27°13′12″ с. ш. 101°13′37″ з. д.                  | 151                              | 142                              | 143                              |
| —                          | Прочие                                                                             | 70                               | 83                               | 57                               |
| Названия на карте Генштаба |                                                                                    |                                  |                                  |                                  |

## Экономика
По статистическим данным 2000 года, работоспособное население занято по секторам экономики в следующих пропорциях:
- сельское хозяйство и скотоводство — 42,8 %;
- производство и строительство — 23,8 %;
- торговля, сферы услуг и туризма — 32 %;
- безработные — 1,4 %.

## Инфраструктура
По статистическим данным 2010 года, инфраструктура развита следующим образом:
- электрификация: 94,1 %;
- водоснабжение: 91,8 %;
- водоотведение: 27,4 %.

## Фотографии

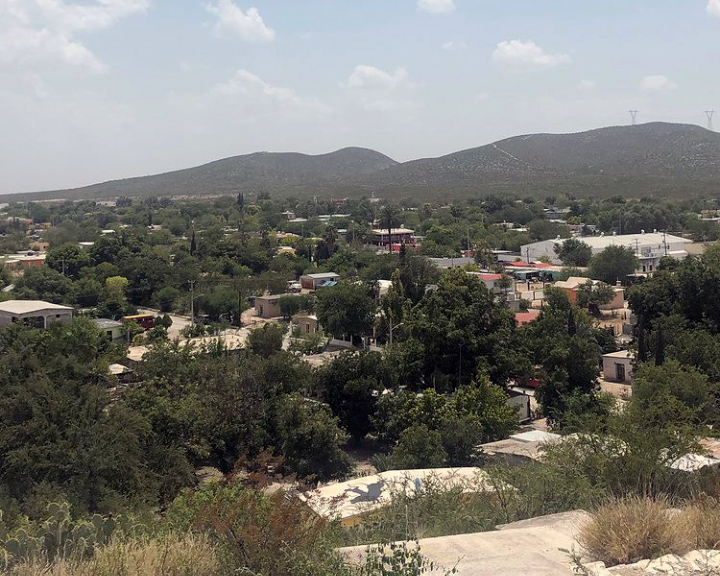
Вид на посёлок Примеро-де-Майо